# Adam Taubitz
Adam Taubitz (ur. 7 października 1967 w Chorzowie) – niemiecki skrzypek, trębacz, gitarzysta, aranżer oraz kompozytor muzyki poważnej i jazzowej.

## Życie i twórczość
Naukę gry na skrzypcach rozpoczął w wieku 5 lat u swojego ojca Eryka. Mając 11 lat zadebiutował jako solista Filharmonii Śląskiej. Studia muzyczne rozpoczął w Akademii Muzycznej w Katowicach pod kierunkiem Stanisława Lewandowskiego, dalszą naukę kontynuował we Fryburgu Bryzgowijskim w klasie mistrzowskiej Wolfganga Marschnera. Taubitz został uhonorowany licznymi nagrodami, między innymi: na Konkursie Skrzypcowym im. Tibora Vargi w Sion; Konkursie im. Niccolò Paganiniego w Genui czy Konkursie im. Ludwiga Spohra we Fryburgu. W roku 1989 objął stanowisko Ι. Koncertmistrza Radiosinfonieorchester Basel (Szwajcaria) pod batutą Nello Santi. W roku 1992 został dyrektorem artystycznym Chamber Symphony Basel, a w latach 1994-1996 założycielem i szefem Camerata de Sa Nostra w Palma de Mallorca.
W roku 1997 rozpoczął pracę jako koncertmistrz drugich skrzypiec Filharmoników Berlińskich pod kierownictwem Claudio Abbado. Już w latach młodzieńczych zainteresowania Taubitza obejmowały różne kierunki muzyczne, przy czym jazz zajmował wśród nich zawsze najważniejsze miejsce. Z tego powodu samodzielnie nauczył się gry na trąbce, która do dziś jest jego ulubionym instrumentem. W roku 1999 założył The Berlin Philharmonic Jazz Group, z którą występuje jako skrzypek, trębacz, kompozytor i aranżer w Europie, Azji i Ameryce Południowej. Ponadto jest stałym członkiem Absolute Ensemble New York City pod kierownictwem Kristjana Järvi oraz prymariuszem Aura Quartett Basel.
Taubitz wziął udział w licznych koncertach i nagraniach płytowych zarówno jako solista muzyki poważnej, jak i muzyk jazzowy, grał między innymi z takimi muzykami jak: Kirk Lightsey, Phiip Catherine, Julio Barreto, Daniel Schnyder, Andy Scherrer, Emmanuel Pahud, Makaya Ntshoko, Thomas Hampson, Dieter Hallervorden, Angelika Milster, Famoudou Don Moye, Marcin Grochowina, Thomas Quasthoff, Wynton Marsalis i Nigel Kennedy. Od roku 2004 wydaje nagrania swojej muzyki w firmach płytowych Unit Records, EMI, Enja i TCB.
Obecnie Adam Taubitz mieszka w Szwajcarii.

## Dyskografia

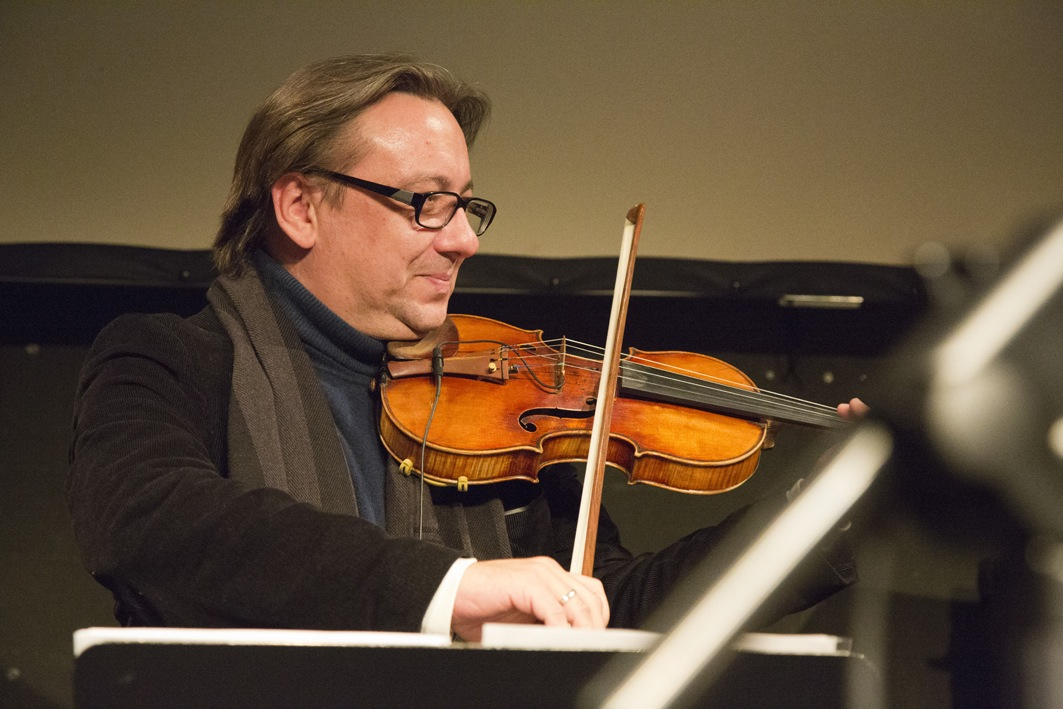
Adam Taubitz in Moods (Zürich 2013)

### Jazz & pop
- “Mythen” (Daniel Schnyder) – Koch Schwann (1991)
- “Tarantula” (Daniel Schnyder) – Enja (1992-1996)
- “Alive in Montreux” (Stephan Kurmann Strings) – TCB Records (1996)
- “Okan Laye” (Stephan Kurmann Strings) – TCB Records (1998)
- "Lange Nacht des Jazz" (The Berlin Philharmonic Jazz Group/Helmut Brandt's Mainstream Orchestra) – IPPNW-Concerts (2001)
- "Die Kraft Der Emotionen" (Dagmar Herzog/Berlin International Orchestra) DMH GmbH (2001) Website
- “Jazzkonzert in der Philharmonie Berlin“, (The Berlin Philharmonic Jazz Group & Thomas Quasthoff) – IPPNW-Concerts (2002)
- “Esperanza“ (Her Majesty's Sound) – Sonic Content (EMI) (2004)
- "Milster" (Angelika Milster & The Berlin International Orchestra) – EMI Electrola GmbH (2006)
- “Daniel Schnyder (*1961)“ – MGB CTS-M 128 (2011)
- "Entre Ciel Et Terre" ("Belleville", Heiner Althaus, Matthias Baldinger und Florenz Hunziker) (2013)
- World of Strings – "Pyhä" (2014) MGB Jazz 14 Musiques Swisses
- Compulsion "Dahaana" – Unit Records, Compulsion Website, Amazon (2015)

### Muzyka filmowa
- 1996: Tamta strona ciszy (reż. Caroline Link)
- 2013: Duszek (reż. Alain Gsponer)
- 2014: Labirynt kłamstw (reż. Giulio Ricciarelli)
- 2015: Heidi (reż. Alain Gsponer)

### Klasyka
- Peter Escher: Ein Portrait des Komponisten (Aura Quartett) – Ars musica (1996)
- Edward Elgar: Klavierquintett op.84 und Streichquartett op.83 (Aura Quartett) – Koch Discover (1997)

### DVD's
- Europakonzert in Stockholm 1998 (Berliner Philharmoniker – Claudio Abbado) – Eurovideo Bildprogramm GmbH (1998)

## Kompozycje
| - Temat z wariacjami na fortepian i orkiestrę kameralną (1974) - Perpetuum mobile na skrzypce solo (1978) - Scherzo 1986 na skrzypce i fortepian (1986) - Shinjuku (1999) - WDISL (1999) - Twinbay (2000) - Jalla (2000) | - Estrela (2003) - Dahana (2004) - Symptom (2004) - I can’t stand this feeling (2005) - Golden eyes (2005) - 1. String Quartet (2006) - Jazzfuge (2007) - Putta citta jalla jalla (2008) |